# Llista d'acrònims d'informàtica
Aquesta llista d'acrònims d'informàtica pretén recopilar per ordre alfabètic els múltiples i diversos acrònims i abreviatures utilitzades en informàtica i tecnologies auxiliades per aquesta afegint una breu descripció d'on prové la contracció i una breu descripció del propòsit tècnic de cadascun d'ells. Quan és possible es mostra un enllaç cap al corresponent article.
| Índex A B C D E F G H I J K L M N O P Q R S T U V W X Y Z |

## 0-9
- 3GP (3rd Generation Partnership o Societat per a la tercera generació), format d'arxiu multimèdia utilitzat en telèfons mòbils de tercera generació.

## A
- ACIS, nucli geomètric de modelatge tridimensional en el camp de la computació, propietat de Spatial Corp
- ACPI, acrònim en anglès d'Advanced Programmable Interrupt Controller.
- ADSL (Asymmetric Digital Subscriber Line), protocol de la família DSL que permet la transmissió de dades a alta velocitat a través de línies telefòniques de coure tradicionals, i que proporciona una major velocitat respecte a les connexions amb mòdem.
- AIX, versió del sistema operatiu Unix desenvolupada per IBM. És l'acrònim d'Advanced Interactive eXecutive.
- AJAX, sigles de Asynchronous Javascript And Xml, (JavaScript asíncron i XML), un conjunt de tecnologies que permeten actualitzar continguts web sense haver de tornar a carregar la pàgina
- AGP (Accelerated Graphics Port o Port Gràfic Avançat), port desenvolupat per Intel el 1996 com a mesura per obtenir millores en la velocitat de comunicació amb les targetes gràfiques que utilitzaven el bus Peripheral Component Interconnect i parteix de les especificacions de la versió 2.1 d'aquest bus.
- ALGOL, acrònim d'ALGOrithmic Language, llenguatge imperatiu d'alt nivell originalment desenvolupat a mitjans dels anys 1950, tenint com a primera versió oficial l'ALGOL58
- ALU, Unitat Aritmètico Lògica (UAL), o Arithmetic Logic Unit (ALU), circuit digital que calcula operacions aritmètiques (com addició, subtracció, etc.) i operacions lògiques (com OR, NOT, XOR, etc.), entre dos nombres
- API, (Application Programming Interface, Interfície de Programació d'Aplicacions), conjunt de declaracions que defineix el contracte d'un component informàtic amb qui farà ús dels seus serveis.
- APIC, acrònim en anglès d'advanced programmable interrupt controller.
- ARJ, aplicació informàtica creada per Robert K. Jung per a comprimir arxius. També és l'extensió dels arxius creats pel mateix programari, sent possiblement l'acrònim de Archiver by Robert Jung
- ARP (address resolution protocol), aplicació informàtica creada per Robert K. Jung per a comprimir arxius. També és l'extensió dels arxius creats pel mateix programari, sent possiblement l'acrònim de Archiver by Robert Jung
- ARPANET, xarxa d'ordinadors (Advanced Research Projects Agency Network), creada per encàrrec del Departament de Defensa dels Estats Units com a mitjà de comunicació per als diferents organismes del país
- aRts, (acrònim d'analog real time synthesizer), aplicació que simula un sintetitzador analògic de temps real sota KDE/Linux
- ASCII, (de l'anglès American Standard Code for Information Interchange), codi estàndard americà per a l'intercanvi d'informació
- ASP, tecnologia propietat de Microsoft que permet crear planes web amb contingut dinàmic des del servidor i que es desenvolupà amb el propòsit de substituir la tecnologia CGI ja obsoleta
- ASP.NET, entorn d'aplicació web distribuït per Microsoft i que els programadors poden usar per construir llocs web dinàmics, aplicacions Web i serveis Web XML. És part de la plataforma .NET de Microsoft i és la tecnologia successora de la de les Active Server Pages (ASP).

## B
- BCD (sigles de l'anglès binary-coded decimal, decimal codificat en binari), o BCD8421, sistema numèric usat en sistemes computacionals i electrònics per a codificar nombres enters positius i facilitar les operacions aritmètiques. És un codi ponderat a causa del fet que cada posició numèrica té un pes específic (8421).
- BCD (6-bit) (binary coded decimal), codi estàndard de 6 bits usat per ordinadors mainframe: Borroughs, Bull, CDC, IBM, General Electric, NCR, Siemens, Sperry-Univac, etc.
- BIOS (basic input/output system, sistema bàsic d'entrada/sortida), primer programa que s'executa a una computadora quan s'engega
- BMP (en anglès, bit-map), tipus d'arxiu per a gràfics basat en el mapa de bits
- BSD (Berkeley Software Distribution), sistema operatiu derivat d'Unix que va ser distribuït des de 1977 fins al 1995, desenvolupat originalment a la Universitat de Califòrnia, Berkeley. BSD també es refereix al tipus de llicència que s'utilitza per distribuir aquest codi.

## C
- CAD, o "Disseny assistit per ordinador", ús d'ordinadors per a assistir en el disseny d'un producte.
- CAE (de l'anglès Computer Aided Engineering, Enginyeria assistida per ordinador), conjunt de programes informàtics que permeten analitzar i simular els dissenys d'enginyeria realitzats amb l'ordinador, o creats d'una altra forma i introduïts a l'ordinador, per valorar les seves característiques, propietats, viabilitat i rendibilitat.
- CAPTCHA acrònim de «Completely Automated Public Turing test to tell Computers and Humans Apart» (en anglès, "test de Turing públic i automàtic per a diferenciar a màquines d'humans").
- CD-ROM (sigles de l'anglès Compact Disc - READ Only Memory), disc compacte pre-premsat que conté les dades d'accés, però sense permisos d'escriptura, un equip d'emmagatzematge i reproducció de música, el CD-ROM estàndard va ser establert el 1985 per Sony i Philips.
- CDDL (Desenvolupament Comú i Llicència de Distribució) o CDDL és una llicència de codi obert (OSI) i lliure, produïda per Sun Microsystems, basada amb la Mozilla Public License o MPL, versió 1.1.
- CHS, sigles de Cilinder-Head-Sector (Cilindre-Capçal-Sector) un mode d'accés a discs durs per a discos de menys de 8 GB.
- CISC (de l'anglès Complex Instruction Set Computer) model d'arquitectura de computadors
- COBOL (acrònim de COmmon Business -Oriented Language, Llenguatge Comú Orientat a Negocis), llenguatge de programació
- CP/M (Control Program/Monitor o Control Program for Microcomputers: programa de control per a microordinadors), sistema operatiu de disc creat originalment per Gary Kildall de Digital Research, Inc. per a microordinadors basats en els microprocessadors Intel 8080/85.
- CP/M-86 versió de 16 bits del sistema operatiu CP/M que Digital Research ha produït per a l'Intel 8086 i l'Intel 8088
- CPRM (Content Protection for Recordable Media) tecnologia basada en hardware desenvolupada per a la protecció de continguts d'entreteniment digital, que assegura el compliment de les restriccions de còpia no autoritzada de suports d'emmagatzematge.
- CUPS, o Sistema d'impressió comú d'Unix (Common Unix Printing System en anglès), sistema d'impressió modular per a sistemes operatius de tipus Unix que permet que un ordinador actuï com a servidor d'impressió.
- CVS, Prové de l'anglès i és l'acrònim de Concurrent Versions System (Sistema de Control de Versions, en català) o Concurrent Versioning System, un sistema que manté un registre de tot el treball realitzat i els canvis en la implementació d'un projecte (de programa) i que permet que diferents desenvolupadors (potencialment separats per grans distàncies) col·laborin junts.

## D
- DDR2 SDRAM, tipus de memòria RAM
- DHCP (acrònim en anglès de Dynamic Host Configuration Protocol), protocol de xarxa que permet als nodes d'una xarxa IP obtenir els seus paràmetres de configuració automàticament.
- DLL (Dynamic Link Library, Biblioteca d'Enllaç Dinàmic), format de fitxer de codi executable que és carregat a petició d'un programa per part del sistema operatiu.
- DLO (Document Like Object), àmpliament reconeguda a la literatura sobre metadades per a al·ludir als documents d'Internet (text, imatge, àudio, vídeo, etc.) i s'utilitza per a referir-lo a una unitat documental o al document digital mínim, que forma part d'una col·lecció digital, al qual se li apliquen metadades per a la seva descripció i recuperació.
- DNS (Domain Name System, en català sistema de noms de domini), sistema de noms jeràrquic que funciona sobre una base de dades distribuïda.
- DOS (Disk Operating System), programa de sistema operatiu que s'usava en la majoria dels ordinadors personals i que subministrava l'abstracció i administració dels dispositius d'emmagatzematge secundari i les informacions que contenien.
- DR-DOS (Digital Research-Dos Operating System), sistema operatiu de disc, similar al MS-DOS, per a ordinadors IBM PC i compatibles.
- DRAM (Dynamic Random Access Memory), memòria electrònica d'accés aleatori, que s'usa principalment en els mòduls de memòria RAM i en altres dispositius, com a memòria principal del sistema. Es denomina dinàmica, ja que per a mantenir emmagatzemat una dada, cal revisar el mateix i recarregar-lo, cada cert període, en un cicle de refresc.
- DSL (Digital Subscriber Line o Línia digital d'abonat), tecnologia que proveeix de transmissió digital de dades (de banda ampla) a cases i petits establiments a través d'ordinàries línies telefòniques de coure.
- DSN, acrònim de l'anglès (Database Source Name, en català, Nom Font de dades o Nom d'origen de dades), que representa tot allò relatiu a una font de dades configurada per l'usuari per a connectar-se a una base de dades.
- DVD, acrònim anglès de Digital Versatile Disc (Disc Versàtil Digital), suport àmpliament usat per a l'emmagatzemament òptic de dades digitals, normalment dades i vídeo.
- DXF (acrònim de l'anglès Drawing Exchange Format), format de fitxer informàtic per dibuixos de disseny assistit per ordinador, creat fonamentalment per possibilitar la interoperabilitat entre els arxius.DWG, usats pel programa AutoCAD, i la resta de programes del mercat.

## E
- EAROM (Electrically alterable Read Only Memory, memòria de només lectura, alterable elèctricament).
- EBCDIC (E Xtend B inary C Oded D ecimal I nterchange C ode) codi estàndard de 8 bits usat per ordinadors mainframe IBM.
- EEPROM, sigles de Electrically-Erasable Programmable Read-Only Memory (memòria ROM programable i esborrable elèctricament), tipus de memòria ROM que pot ser programada, esborrada i reprogramada elèctricament, a diferència de l'EPROM que ha d'esborrar-se mitjançant un aparell que emet raigs ultraviolats
- ETD (Equip Terminal de Dades), qualsevol equip informàtic, ja sigui receptor o emissor final de dades.
- ext3 (third extended filesystem o "tercer sistema d'arxius estès"), sistema de fitxers amb registre per diari

## F
- FIFO (First in, first out - en català, «primer a entrar, primer a sortir»), concepte utilitzat en estructures de dades, comptabilitat de costos i teoria de cues.
- FLAC acrònim de Free Lossless Audio Codec (còdec d'àudio Lliure i Sense Pèrdues), que és com es coneix aquest format contenidor d'informació d'àudio, i també el còdec emprat per a codificar aquesta informació.
- FTP (de l'anglès File Transfer Protocol), programari estandarditzat per enviar fitxers entre ordinadors amb qualsevol sistema operatiu.

## G
- GCC (GNU Compiler Collection), conjunt de compiladors de llenguatges de programació realitzat pel sistema GNU (GNU's Not Unix).
- GD-ROM (abreviatura de «Giga Disc de memòria només de lectura») format propietari de disc òptic utilitzat per la consola de jocs Dreamcast, així com les seves consoles homòlogues i els sistemes Sega/Nintendo/Namco Triforce.
- GDB, depurador estàndard per al sistema operatiu GNU.
- GEDCOM acrònim de GEnealogical Data COMmunication (Comunicació de dades genealògiques, en anglès), especificació per intercanviar dades genealògiques entre diferents programaris de genealogia. GEDCOM va ser desenvolupat per l'Església de Jesucrist dels Sants dels Darrers Dies com a ajut a la recerca genealògica.
- GEM (Graphical Environment Manager o Gestor d'entorn gràfic), sistema de finestres creat per Digital Research, Inc. (DRI) per al seu ús amb el S.O. CP/M-86 en microprocessadors Intel 8088 i Motorola 68000 (CP/M-68k).
- GIGO acrònim de Garbage In, Garbage Out expressió del camp de la informàtica que es pot traduir per brossa entra brossa surt.
- GIMP, programa de GNU per al tractament d'imatges (GNU Image Manipulation Program), creat per voluntaris i distribuït sota la llicència GPL
- GIS (acrònim anglès de sistema d'informació geogràfica), sistema informàtic capaç d'integrar, emmagatzemar, editar, analitzar, compartir i mostrar informació amb referències geogràfiques.
- GPL, GNU General Public License.
- GPX, esquema XML pensat per a transferir dades GPS entre aplicacions. Es pot usar per a descriure punts (waypoints), recorreguts (tracks), i rutes (routes).
- GTK+ (Gimp ToolKit, en anglès), llibreries pensades pel desenvolupament d'aplicacions gràfiques amb facilitat
- GUI de l'anglès Graphic User Interface interfície d'usuari que utilitza elements gràfics que permeten interaccionar de forma molt més intuïtiva amb un sistema informàtic que no pas el clàssic sistema per línia d'ordres.
- Gzip (abreviació de GNU Zip), programari lliure GNU de compressió de dades, que substitueix al programa compress d'UNIX.

## H
- HD-DVD, (High Definition Digital Versatile Disc, DVD d'alta definició), format òptic que externament té l'aparença d'un CD-ROM, però està orientat a l'emmagatzematge de vídeo d'alta definició i grans volums de dades.
- HDCP (High-Bandwidth Digital Content Protection, protecció de continguts digitals en gran amplada de banda), especificació desenvolupada per Intel per a controlar els continguts d'àudio i vídeo digitals a través de les connexions HDMI i DVI.
- HDMI (High-Definition Multi-media Interface) i es tradueix per Interfase Multimèdia d'Alta Definició.
- HDSL (High bit-rate Digital Subscriber Line), primera tecnologia xDSL que va aparèixer al mercat a la fi de la dècada del 1980.
- HTML (Hyper Text Markup Language, llenguatge de marcat d'hipertext), llenguatge de marcat que deriva del SGML dissenyat per estructurar textos i relacionar-los en forma d'hipertext.
- HTTP (HyperText Transfer Protocol, protocol de transferència d'hipertext), protocol per a l'intercanvi de documents d'hipertext i multimèdia al web.

## I
- IBM PC-DOS, sistema operatiu tipus DOS d'IBM per als seus equips de còmput personal, comercialitzat durant els anys 1980 i 1990.
- ICMP (Internet Control Message Protocol, protocol de missatges de control d'interxarxa), protocol que per al seu funcionament utilitza directament el protocol IP dins de l'arquitectura TCP/IP. La seva funció és informar de l'estat i situacions d'error en el funcionament de la capa de xarxa, sobretot en aspectes com l'encaminament, congestió, fragmentació, etc.
- IDE (acrònim en anglès), eina informàtica per al desenvolupament de programari de manera còmoda i ràpida.
- IGMP (Internet Group Management Protocol), protocol de xarxa que s'usa per gestionar qui forma part dels grups de multicast del protocol IP. Està a la capa de xarxa de la pila TCP/IP.
- IGU, de l'anglès Graphic User Interface, interfície d'usuari que utilitza elements gràfics que permeten interaccionar de forma molt més intuïtiva amb un sistema informàtic que no pas el clàssic sistema per línia d'ordres.
- IIS, conjunt de serveis basats en Internet per a servidors que usen Microsoft Windows.
- IP (Internet Protocol en anglès), protocol no orientat a connexió usat tant per l'origen com per la destinació de la comunicació de dades a través d'una xarxa de paquets commutats no fiable de millor lliurament possible sense garanties.
- IrDA (Infrared Data Association) estàndard físic en la forma de transmissió i recepció de dades por raigs infraroigs.
- ISA, sigla en anglès d'industry standard architecture (arquitectura estàndard industrial), un estàndard de bus creat per IBM el 1980 per a ordinadors compatibles, actualment obsolet.
- ISAPI (de l'anglès Internet Server Application Programming Interface, interfície de programació d'aplicació de servidor d'Internet), API de Serveis d'Informació d'Internet (IIS), la col·lecció de serveis de xarxa de Microsoft basats en Windows.

## J
- J2EE (Java 2 Platform Enterprise Edition), plataforma de programació Java per desenvolupar i executar programari escrit amb el llenguatge Java amb una arquitectura distribuïda amb nivells, basada en components de programari, tot plegat executant-se en un servidor d'aplicacions.
- J2ME (Java 2 Platform, Micro Edition), especificació subconjunt de la plataforma Java creada per tal de proporcionar d'una col·lecció d API per al desenvolupament de programes per a dispositius mòbils amb pocs recursos.
- Jdbc (Java DataBase Connectivity) permet a les aplicacions en llenguatge Java accedir mitjançant una interfície comuna a les bases de dades per a les que existeixen drivers JDBC
- JDC (Java DataBase Connectivity) permet a les aplicacions en llenguatge Java accedir mitjançant una interfície comuna a les bases de dades per a les que existeixen drivers JDBC
- JPEG (acrònim de Joint Photographic Experts Group), algorisme dissenyat per a comprimir imatges estacionàries amb 24 bits de profunditat o en escala de grisos.
- JPEG 2000, estàndard de compressió d'imatges que pretén millorar el popular JPEG
- JPG (acrònim de Joint Photographic Experts Group) algorisme dissenyat per a comprimir imatges estacionàries amb 24 bits de profunditat o en escala de grisos.
- JRE conjunt de programes i llibreries de Java necessaris per a executar aplicacions desenvolupades en aquest llenguatge de programació.

## L
- LAMP acrònim que s'origina vers 2000 a Alemanya per descriure la plataforma sobre la qual funcionen les aplicacions web creades utilitzant la següent combinació d'eines: Linux, el sistema operatiu; Apache, el servidor web; MySQL, el servidor de bases de dades; Perl, PHP, o Python, llenguatges de programació.
- LDAP (Lightweight Directory Access Protocol), protocol a nivell d'aplicació que permet l'accés a un servei de directori ordenat i distribuït per a cercar diversa informació en un entorn de xarxa.
- LGPL, llicència de GNU semblant a la GPL però que permet que programes propietaris usin les llibreries i aplicacions sota aquesta llicència.
- LBA, acrònim de Logical Block Addressing, mètode d'adreçament utilitzat per a discs durs i altres sistemes d'emmagatzemament secundari.
- LZSS algorisme de compressió de la família de compressors sense pèrdua, també anomenats compressors de text, als quals se'ls diu així perquè no ometen Informació de l'arxiu al comprimir, al contrari que els compressors que utilitzen algorismes del tipus lossy, que ometen una mica d'informació però que disminueixen considerablement la mida del fitxer original, el qual és el cas dels fitxers MP3, MPG, jpeg, etc
- LZW (Lempel-Ziv-Welch) algorisme de compressió sense pèrdua desenvolupat per Terry Welch a 1984 com una versió millorada de l'algorisme LZ78 desenvolupat per Abraham Lempel i Jacob Ziv.

## M
- MIDI acrònim de Musical Instrument Digital Interface (Interfície Digital d'Instruments Digitals), estàndard de comunicació entre equips musicals electrònics utilitzat en informàtica musical que permet l'intercanvi d'informació entre diversos equips musicals connectats i també entre aquests i un ordinador personal
- MIME, acrònim anglès de Multi-Purpose Internet Mail Extensions, "Extensions de correu Internet multipropòsit".
- MISD (Multiple Instruction, Single Data), tipus d'arquitectura de computació distribuïda on diverses unitats funcionals realitzen diferents operacions sobre les mateixes dades.
- MMX repertori d'instruccions SIMD dissenyat per Intel, introduït en 1997 en la línia de microprocessadors Pentium, designat com "Pentium amb Tecnologia MMX".
- Mòdem (modulador-demodulador), aparell electrònic capaç de convertir un senyal digital de dades en un altre senyal analògic que pugui ser transmès per un canal dissenyat per a senyals analògics
- MP/M (Multiprogramming Monitor for Microcomputers), versió multiusuari del sistema operatiu CP/M, creat per Digital Research i desenvolupat per Tom Rolander el 1979.
- MPEG (Moving Picture Experts Group - Grup d'experts en imatges en moviment), grup encarregat del desenvolupament de normes de codificació per a àudio i vídeo, format al Comitè Tècnic per a la Tecnologia de la Informació ISO/IEC JTC 1, de l'ISO.
- MPL (Mozilla Public License), Llicència pública de Mozilla en anglès, llicència de codi obert o programari lliure.
- MS-DOS (MicroSoft Disk Operating System), sistema operatiu de disc comercialitzat per Microsoft per a ordinadors IBM-PC i compatibles, utilitzat sobretot durant la dècada dels 80 i primera meitat dels 90.
- Multiprocés simètric sigla de Symmetric Multi-Processing, multiprocés simètric, un tipus d'arquitectura d'ordinadors en què dos o més processadors comparteixen una única memòria central.
- MXML, llenguatge descriptiu desenvolupat inicialment per Macromedia fins al 2005 per a la plataforma FLEX d'Adobe.

## N
- NetBIOS ("Network Basic Input/Output System"), especificació d'interfície per l'accés a serveis de xarxa, és a dir, una capa de programari desenvolupada per a enllaçar un Sistema operatiu de xarxa amb maquinari específic.
- NFS (Network File System), protocol de sistema de fitxers en xarxa originalment desenvolupat per Sun Microsystems el 1983, que permet a una computadora client accedir a fitxers a través de xarxa fàcilment, com si els dispositius físics d'emmagatzemament (normalment discs durs) estiguessin directament connectats a l'ordinador.
- NTFS (New Technology File System en anglès), sistema d'arxius dissenyat específicament per a Windows NT (incloent les versions Windows 2000, Windows Server 2003, Windows XP i Windows Vista), amb l'objectiu de crear un sistema d'arxius eficient, robust i amb seguretat incorporada des de la seva base
- NTP, protocol de sincronització de rellotges sobre una xarxa de dades de latència variable i mitjançant transmissió de paquets.

## O
- ODBC (Open Database Connectivity), estàndard d'accés a bases de dades desenvolupat per Microsoft amb l'objectiu que aquest permeti l'accés a qualsevol dada des de qualsevol aplicació sense que importi quin és el sistema gestor de bases de dades (DBMS per les seves sigles en anglès).
- OLPC (originalment i en anglès One Laptop Per Child - el PC de 100 dòlars), iniciativa creada per empreses de països desenvolupats que consisteix en l'elaboració d'un ordinador portàtil de potència reduïda per tal d'apropar el món de la informàtica als infants dels països del tercer món.
- OSI (Interconnexió de Sistemes Oberts) model de xarxa descriptiu creat per l'ISO (Organització internacional per a l'estandardització).

## P
- p2p (peer to peer o P2P en anglès), sistema de comunicació per Internet que no té clients ni servidors fixos, sinó una sèrie de nodes que es comporten alhora com a clients i com a servidors dels altres nodes de la xarxa, en el qual les dades o les metadades es transfereixen a través d'una xarxa dinàmica.
- Parallel ATA
- PC-DOS, sistema operatiu tipus DOS d'IBM per als seus equips de còmput personal, comercialitzat durant els anys 1980 i 1990.
- PHP, llenguatge de programació interpretat que s'utilitza per a generar pàgines web de forma dinàmica
- PNG (acrònim de Portable Network Graphics), tipus de format d'imatge pensat especialment per a pàgines web, desenvolupat pel W3C amb la intenció de substituir el format GIF, que estava subjecte a patents, a Internet.
- POSIX acrònim de Portable Operating System Interface; la X prové de UNIX com a símbol d'identitat de la API
- PSP (PlayStation Portable), videoconsola portàtil de Sony Computer Entertainment
- PXI, bus industrial de comunicacions estàndard per a instrumentació i control. Les sigles signifiquen una extensió del bus PCI pensada per a aplicacions d'instrumentació (en anglès: PCI extensions for Instrumentation).

## Q
- QDOS (Quick and Dirty Operating System), que es tradueix en català com “sistema operatiu ràpid i brut”, sistema operatiu de disc escrit i comercialitzat per Tim Paterson

## R
- RAM, de l'anglès Random Access Memory (Memòria d'Accés Aleatori), tipus de memòria informàtica, caracteritzat per un accés directe en qualsevol ordre (aleatori) en un temps constant, sense distinció de la posició on es trobi la informació ni de la posició de l'anterior lectura.
- RAR, format d'arxiu amb un algorisme de compressió sense pèrdua, utilitzat per a la compressió de dades i arxivament, desenvolupat per Eugene Roshal.
- RARP sigles en anglès de Reverse Address Resolution Protocol (en català: Protocol invers de resolució d'adreces), protocol utilitzat per resoldre l'adreça IP d'una adreça de maquinari donada (com una adreça ethernet).
- RatDVD (real advanced technology Digital Versatile Disc), tipus d'arxiu altament comprimit amb capacitat per a emmagatzemar tots els continguts d'una pel·lícula de DVD en un sol arxiu de mida reduïda.
- RISC (Reduced Instruction Set Computer), tipus de microprocessador que reconeix un nombre típicament reduït d'instruccions de codi màquina.
- RSS, família de formats de canals web XML utilitzat per a publicar continguts actualitzats freqüentment com ara llocs de notícies, weblogs o podcasts, i per mitjà del qual es pot compartir la informació i usar-la en altres llocs web o programes
- RTF, acrònim anglès de Rich Text Format, llenguatge de descripció desenvolupat per l'empresa Microsoft per a intercanviar informació entre programes d'edició de text de diferent plataforma.

## S
- SATA (acrònim de Serial Advanced Technology Attachment), interfície de transferència de dades entre la placa mare i alguns dispositius d'emmagatzemament, com pot ésser el disc dur, o bé d'altres dispositius d'altes prestacions que encara s'estan desenvolupant. Serial ATA substitueix la tradicional Parallel ATA o P-ATA (estàndard que també és conegut com a IDE o ATA).
- SCADA, en anglès, Supervisory Control And Data Acquisition, és a dir; Control supervisor i adquisició de dades, una aplicació software especialment dissenyada per funcionar en ordinadors en el control de la producció, proporcionant comunicació amb els dispositius de camp (controladors autònoms, autòmats programables, etc.) i controlant el procés de forma automàtica des de la pantalla de l'ordinador.
- SVG (Scalable Vector Graphics, en català Gràfics Vectorials Escalables), família d'especificacions d'un format de fitxer basat en XML per descriure gràfics vectorials bidimensionals, tant estàtics com dinàmics.
- SCSI (Small Computer System Interface - Interfície de Sistema de Petits Ordinadors), conjunt de normes per a connectar físicament i transferir dades entre ordinadors i perifèrics.
- SDL
- SDRAM o Single Data Rate Synchronous Dynamic Random Access Memory (en català, memòria RAM dinàmica d'accés síncron de taxa de dades simple) memòria electrònica d'accés aleatori que s'utilitza principalment en els mòduls de la memòria RAM i altres dispositius, com la memòria principal del sistema.
- CCD (sigles en anglès de charge-coupled device: 'dispositiu de càrrega acoblada'), circuit integrat que conté un nombre determinat de condensadors enllaçats o acoblats.
- SIF (Source Intermediate Format), format de vídeo reduït de l'estàndard de vídeo digital MPEG-1.
- SIG (sistema d'informació geogràfica), sistema informàtic capaç d'integrar, emmagatzemar, editar, analitzar, compartir i mostrar informació amb referències geogràfiques.
- SIMD (Single Instruction, Multiple Data), tècnica emprada per aconseguir el paral·lelisme a nivell de dades, com en processador vectorial.
- SIP, (Session Initiation Protocol) protocol desenvolupat per l'IETF MMUSIC Working Group i és un estàndard proposat per inicialitzar, modificar i terminar una sessió interactiva d'usuari que impliqui elements multimèdia com ara vídeo, veu, missatgeria instantània, jocs online i realitat virtual.
- SISD (Single Instruction, Single Data -Una sola instrucció, una sola dada), terme relacionat amb la computació que fa referència a una arquitectura en la qual un únic processador executa un únic flux d'instruccions per operar en dades emmagatzemades en una única memòria
- SMTP acrònim de Simple Mail Transfer Protocol, és a dir protocol simple de transferència de correu i és un protocol de xarxa basat en text utilitzat per a l'intercanvi de missatges de correu electrònic entre ordinador i/o diversos dispositius (PDAs, mòbils, etc.).
- SNMP (Simple Network Management Protocol o protocol simple d'administració de xarxa), protocol de la capa d'aplicació que facilita l'intercanvi d'informació d'administració entre dispositius de xarxa
- SOAP (Simple Object Access Protocol o Protocol Simple d'Accés a Objectes), protocol de comunicació dissenyat per intercanviar missatges en format XML en una xarxa d'ordinadors, normalment sobre el protocol HTTP.
- SPARC (de l'anglès Scalable Processor ARChitecture) arquitectura RISC big-endian, és a dir, una arquitectura amb un conjunt reduït d'instruccions.
- SQL (Structured Query Language o Llenguatge d'interrogació estructurat), llenguatge estàndard de comunicació amb bases de dades relacionals.
- SRAM (de l'anglès, Static Random Access Memory) tipus de memòria d'ordinador primària que normalment s'utilitza en la implementació de la memòria cau dels ordinadors.
- SSE (Streaming SIMD Extensions), extensió SIMD del repertori d'instruccions de l'arquitectura x86, dissenyada per Intel i introduïda el 1999 amb la seva sèrie de processadors Pentium III en resposta de 3DNow! d'AMD (que va debutar un any abans).
- SWF (inicialment abreviació de Shockwave Flash i posteriorment l'acrònim de Small Web Format (format de web petit) per evitar confusions amb Shockwave del que deriva, format de fitxer de gràfics vectorials creat per l'empresa Macromedia (actualment Adobe Systems).

## T
- Tcl (pronunciat "tíquel" (/'ti:.kel/), originat de l'acrònim en anglès "Tool Command Language" o llenguatge d'eines de comandament, actualment s'escriu com a "Tcl" en lloc de "TCL"), llenguatge de script creat per John Ousterhout, que ha sigut concebut per al seu fàcil aprenentatge, però que resulta molt potent a les mans adequades.
- TCP (Transmission Control Protocol), protocol orientat a la connexió dintre del nivell de transport del model OSI que permet l'entrega de paquets de manera fiable, en el cas de TCP anomenats segments.
- TCP/IP conjunt de protocols que cobreixen els diversos nivells del model OSI
- TFTP (de l'anglès Trivial file transfer protocol - Protocol trivial de transferència de fitxers), protocol de transferència molt simple similar a una versió bàsica d'FTP
- TOPS-10 (Timesharing/Total OPerating System o Sistema Operatiu Total de Temps compartit) sistema operatiu de Digital Equipment Corporation (DEC) per l'ordinador central PDP-10 (o DECSYSTEM-10), alliberat el 1967.
- TTA (True Audio Codec), còdec d'àudio simple sense pèrdues en temps real, basat en pronòstics de filtres adaptatius els quals han mostrat resultats satisfactoris comparats amb la majoria dels seus anàlegs moderns.

## U
- UAL (Unitat Aritmètico Lògica), circuit digital que calcula operacions aritmètiques (com addició, subtracció, etc.) i operacions lògiques (com OR, NOT, XOR, etc.), entre dos nombres.
- UDF (Universal Disk Format), sistema de fitxers amb estandar ISO 9660 propietat de Adaptec que utilitza les gravadores de CD/DVD com un dispositiu d'emmagatzematge lògic. Aquest format permet llegir, escriure o modificar els fitxers continguts en discos CD/DVD reescribibles (RW) de la mateixa manera que es fa en el disc dur, memòries USB o disquets.
- UDI, interfície de vídeo digital per a substituir l'actual connector VGA dels PC, que està sent desenvolupada per Apple, Intel, LG Electronics, National Semiconductor, Samsung Electronics, Silicon Image, Nvidia, thin Electronics, FCI, Foxconn i JAE Electronics.
- USB (Universal Serial Bus - bus universal en sèrie), port que serveix per connectar perifèrics a un ordinador
- UTF-8 (8-bit Unicode Transformation Format), normativa de transmissió de longitud variable per a caràcters codificats fent servir Unicode, creada per Rob Pike i Ken Thompson.

## V
- VESA, bus creat el 1992 per diferents fabricants reunits en la Video Electronics Standard Association (VESA) i van crear el VESA VL.
- Vines, Virtual Integrated Networking System (sistema de xarxa virtual integrat), sistema operatiu de xarxa basat en una versió modificada d'Unix.
- VoIP, (de l'anglès Voice over IP, veu sobre IP en català), també coneguda com a telefonia IP o simplement VoIP, tecnologia per a mantenir converses amb veu a Internet o a qualsevol xarxa IP.
- vrms, acrònim en anglès de Richard M. Stallman virtual. Es tracta d'una aplicació escrita en Perl i publicada sota llicència GPL.
- VPN, tecnologia de xarxa que permet una extensió de la xarxa local sobre una xarxa pública o no controlada, com per exemple Internet.

## W
- WAMP, plataforma sobre la qual funcionen les aplicacions web creades utilitzant la següent combinació d'eines: Windows, el sistema operatiu; Apache, el servidor web; MySQL, el servidor de bases de dades; Perl, PHP, o Python, llenguatges de programació.
- WAV (Waveform audio format), format d'àudio digital normalment sense compressió de dades, desenvolupat i propietat de Microsoft i d'IBM, que s'utilitza per a emmagatzemar àudio en el PC, admet arxius mono i estèreo a diverses resolucions i velocitats de mostreig, la seva extensió és .wav.
- WAVE (Waveform audio format), format d'àudio digital normalment sense compressió de dades, desenvolupat i propietat de Microsoft i d'IBM, que s'utilitza per a emmagatzemar àudio en el PC, admet arxius mono i estèreo a diverses resolucions i velocitats de mostreig, la seva extensió és .wav.
- Wi-Fi (sovint escrit com Wi-fi, WiFi, Wifi i wifi), acrònim de Wireless Fidelity (Fidelitat sense fils), marca per a un conjunt d'estàndards de compatibilitat per a comunicacions per a xarxes locals sense fils (WLAN).
- WIMP, significa «Windows, icones, menús, punters», el que denota un estil d'interacció amb aquests elements
- WLAN (de l'anglès wireless local area network o xarxa d'àrea local sense fils), sistema de comunicació de dades sense fils flexible, molt utilitzat com a alternativa a les xarxes d'àrea local cablejades o com a extensió d'aquestes.
- WORM, sigles en anglès corresponents a Write Once Read Many, en català: escriptura única lectura múltiple, mitjans d'emmagatzematge (generalment extraïbles) que tenen aquesta propietat: les dades escrites ja no poden ser esborrades o sobreescrites posteriorment
- WWW (acrònim anglès de World Wide Web, Teranyina d'abast mundial) o web és una xarxa de pàgines escrites en hipertext mitjançant el llenguatge de marcatge HTML i connectades entre si mitjançant vincles, de manera que formin un sol cos de coneixement pel qual s'hi pot navegar fàcilment
- WYSIWYM acrònim per a What You See Is What You Mean (El que veus és el que vols dir), i es refereix a un paradigma d'edició de documents.

## X
- MAN
- XPV, tecnologia de xarxa que permet una extensió de la xarxa local sobre una xarxa pública o no controlada, com per exemple Internet.
- XHTML, llenguatge de marques pensat per substituir a l'HTML. L'XHTML té, bàsicament, les mateixes funcionalitats que l'HTML només que compleix les especificacions més estrictes de l'XML
- XML, de l'anglès eXtensible Markup Language («llenguatge de marques extensible»), metallenguatge extensible d'etiquetes desenvolupat pel World Wide Web Consortium (W3C).

## Z
- ZFS, sistema de fitxers lliure, desenvolupat per Sun Microsystems pel seu sistema operatiu Solaris. El significat original era 'Zettabyte File System'.